# Bailliage de Vevey
1536–1798
Entités précédentes :
- Bailliage du Chablais ( Duché de Savoie)

Entités suivantes :
- District de Vevey
- District d'Aigle

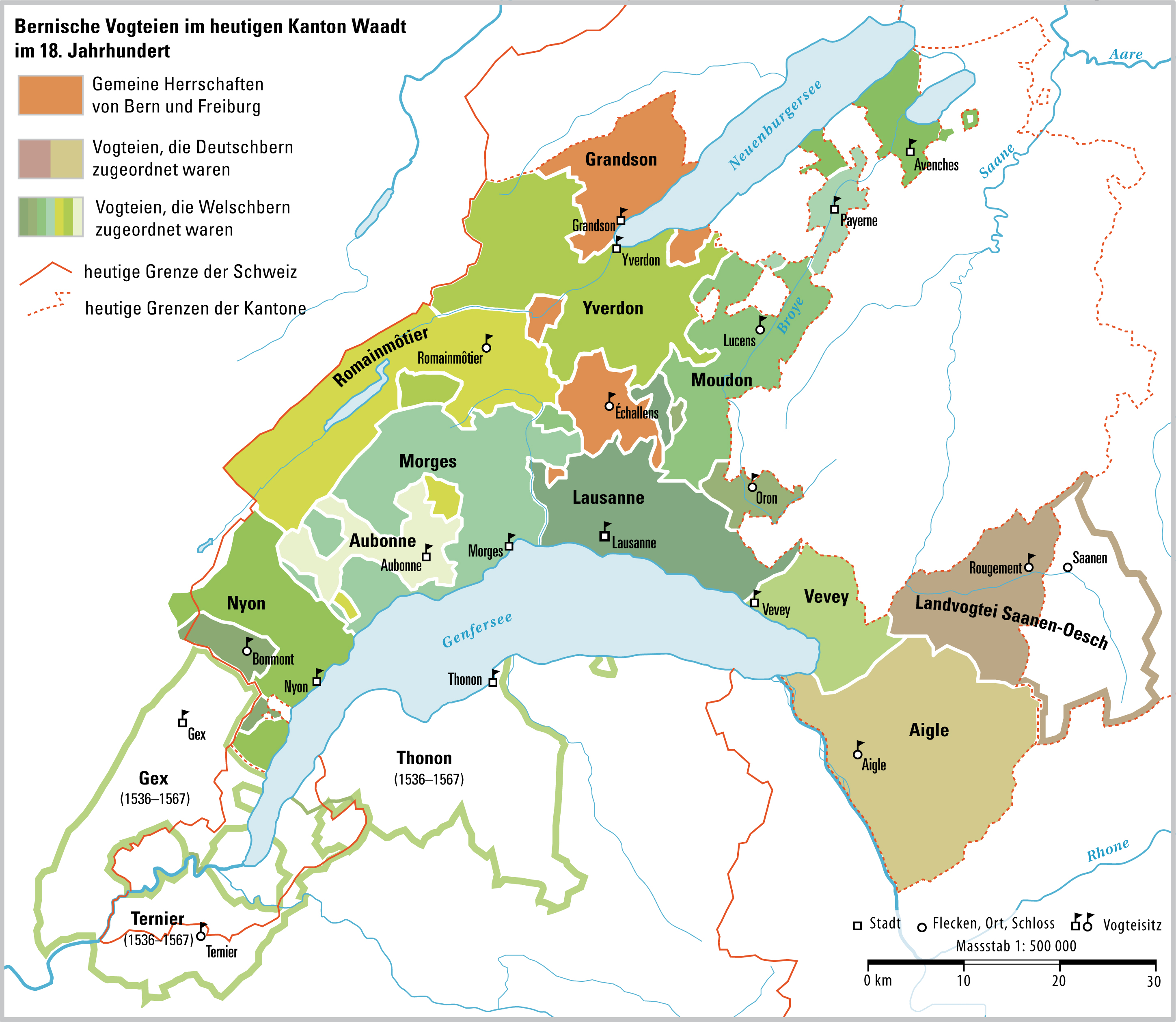
Carte des bailliages bernois au XVIIIe siècle.

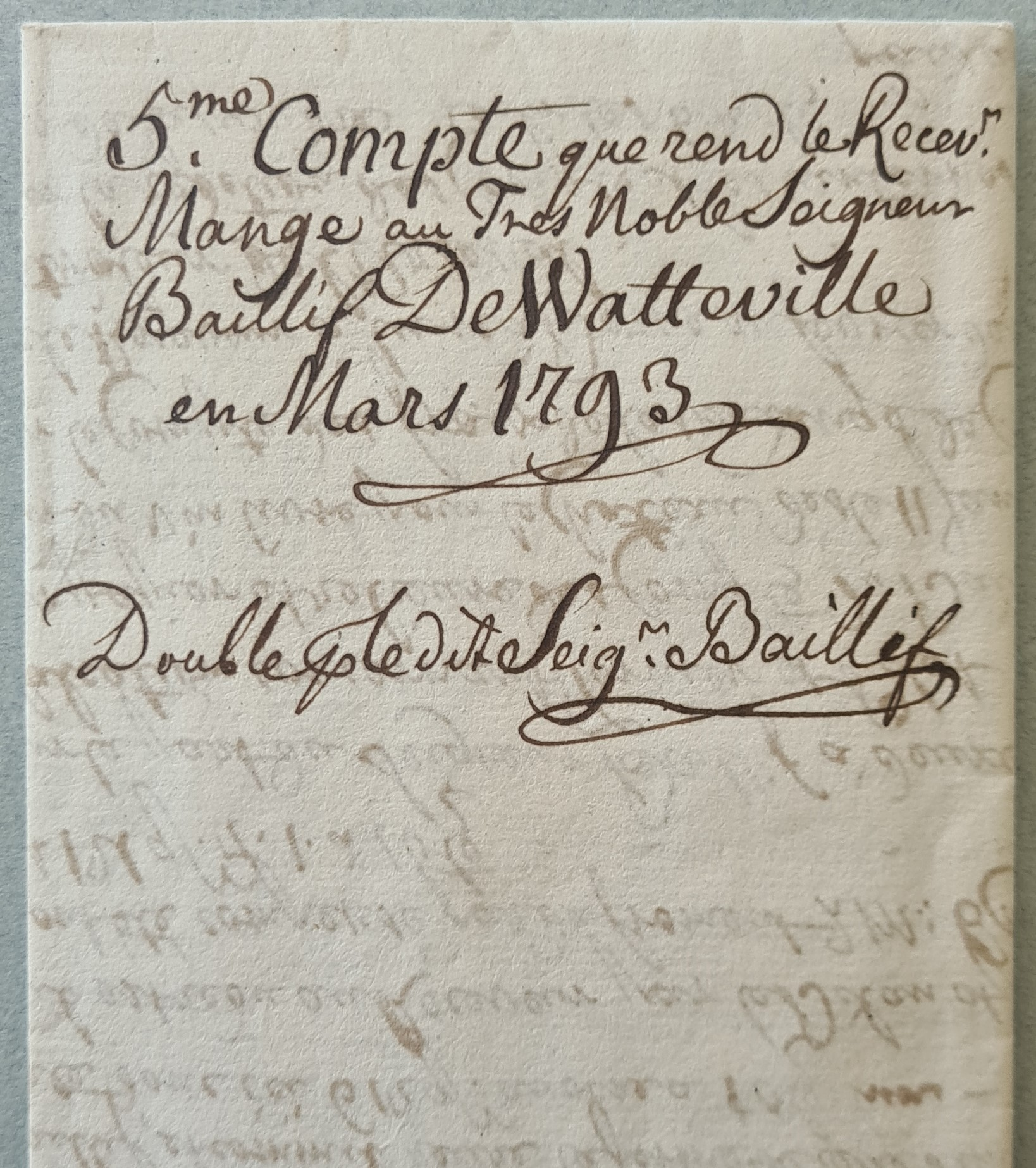
5e compte de Charles Emmanuel de Watteville, bailli de Vevey (1793)

Le bailliage de Vevey, appelé bailliage de Chillon entre 1536 et 1734, est un des bailliages bernois dans le Pays de Vaud. Il est créé en 1536 après la conquête du Pays de Vaud par Berne. En 1798, ses frontières sont modifiées et il devient un district du canton du Léman.

## Histoire
Le bailliage est créé en 1536 après la conquête du Pays de Vaud par les Bernois. Les seigneuries de Blonay, Saint-Légier et du Châtelard sont vassales du bailliage. Le reste du bailliage est divisé en châtellenies. Le bailliage est un bailliage de troisième classe en termes de revenu.
Le bailliage a pour siège le château de Chillon jusqu'en 1734, puis Vevey à partir de cette date.
En 1547, la châtellenie de Vevey est rendue à François II de Luxembourg-Martigues. Elle passe ensuite à son fils Sébastien qui vend la châtellenie à Berne en 1558.
En 1642, la châtellenie de Vevey est séparée en deux : Vevey et La Tour-de-Peilz.
En 1798, le bailliage est remplacé par le district de Vevey, qui comprend le territoire du bailliage sans Villeneuve, auquel sont ajoutées les communes de Corsier-sur-Vevey, Corseaux, Chardonne et Jongny.

## Baillis
- 1557-1564 : Niklaus Manuel[3] ;
- 1606-? : Imbert von Diesbach[4],[5] ;
- 1630-? : Ludwig von Diesbach[5] ;
- 1667-? : Gabriel von Diesbach[5] ;
- 1685-1687 : Beat Ludwig von Diesbach[5] ;
- 1693-? : François-Louis Chasseur[6] ;
- 1740-1746 : Abraham von Graffenried[7] ;

### Ouvrages
- Johann Georg Altmann, État et délices de la Suisse ou Description historique et géographique des treize cantons suisses et de leurs alliés, S. Fauche, 1778, p. 348-350